# Leslie Fairclough
Pour les articles homonymes, voir Fairclough.
Leslie Fairclough est un karatéka britannique surtout connu pour avoir remporté l'épreuve de kumite individuel masculin moins de 60 kilos aux championnats d'Europe de karaté 1987 organisés à Glasgow.

## Résultats
| Résultat          | Date | Épreuve                   | Catégorie | Compétition                | Ville hôte              |
| ----------------- | ---- | ------------------------- | --------- | -------------------------- | ----------------------- |
| Médaille d'or     | 1987 | Kumite individuel - 60 kg | Seniors   | Championnats d'Europe 1987 | Glasgow, au Royaume-Uni |
| Médaille d'argent | 1988 | Kumite individuel - 60 kg | Seniors   | Championnats d'Europe 1988 | Gênes, en Italie        |